# Money for Nothing (chanson)
Pour les articles homonymes, voir Money for Nothing.
Singles de Dire Straits
So Far Away Brothers in Arms
Pistes de Brothers in Arms
So Far Away Walk of Life
Money for Nothing est une chanson du groupe de rock britannique Dire Straits sur l'album Brothers in Arms sorti en 1985.

## Publication
Mark Knopfler écrit la chanson avec la participation de Sting, qui chante les harmonies à certains moments  du titre. Lorsqu'il chante « I want my MTV », on reconnait l'air du tube Don't Stand So Close To Me de son ancien groupe The Police, ce qui lui vaut sa mention comme coauteur. On y retrouve aussi le batteur Omar Hakim qui, à cette époque joue sur le premier album solo de Sting, The Dream of the Blue Turtles, il a tourné aussi avec lui comme en témoigne le film Bring on the Night.
Autour des années 2010, la chanson subit des critiques et la censure au Canada pour homophobie, car elle recourt, par trois fois, au terme « faggot ». D'autres considèrent que la chanson parodie simplement « les réflexions d'un Américain moyen regardant les vidéos de MTV – le phénomène de 1985 ».
L'année de sa sortie, Money for Nothing gagne le Grammy de la meilleure performance rock pour un duo ou un groupe avec chanteuse ou chanteur. On retrouve le titre sur les trois compilations du groupe :  Money for Nothing, Sultans of Swing: The Very Best of Dire Straits et Private Investigations - The Best of Mark Knopfler & Dire Straits.
On peut entendre ce titre dans la première scène du film Kingsman : Services secrets. Le clip est repris en entier sous la forme d'une parodie dans le film UHF. Le riff de guitare a été utilisé dans le film d'animation Moi, moche et méchant 3 , où le personnage de Balthazar Bratt, fan des années 80, l'utilise comme une arme sonique particulièrement puissante.
Le passage où l'on entend Sting chanter « I want my MTV » est utilisée pour le logo de production de MTV Entertainment Studios depuis 2021.

## Musiciens
Le livret fourni avec l'album crédite :
- Mark Knopfler : guitare, chant
- John Illsley : basse
- Alan Clark : claviers
- Guy Fletcher : claviers

Musiciens additionnels :
- Sting : chœurs
- Omar Hakim : batterie

## Clip
Le clip de Money for Nothing est l'un des premiers à utiliser des images créées par ordinateur.[réf. nécessaire]

## Classements
| Classement (1985)                      | Meilleure position |
| -------------------------------------- | ------------------ |
| Allemagne (Media Control AG)           | 19                 |
| Australie (Kent Music Report)          | 4                  |
| Autriche (Ö3 Austria Top 40)           | 7                  |
| Belgique (Flandre Ultratop 50 Singles) | 38                 |
| Canada (100 Singles)                   | 1                  |
| Canada (CHUM)                          | 3                  |
| États-Unis (Billboard Hot 100)         | 1                  |
| États-Unis (Cash Box)                  | 1                  |
| États-Unis (Top Rock Tracks)           | 1                  |
| France (SNEP)                          | 34                 |
| Irlande (IRMA)                         | 6                  |
| Nouvelle-Zélande (RMNZ)                | 4                  |
| Pays-Bas (Single Top 100)              | 35                 |
| Pologne (Classements Singles)          | 2                  |
| Royaume-Uni (UK Singles Chart)         | 4                  |
| Suisse (Schweizer Hitparade)           | 22                 |

| Classement (1988–1989)        | Meilleure position |
| ----------------------------- | ------------------ |
| Pays-Bas (Nederlandse Top 40) | 27                 |
| Pays-Bas (Single Top 100)     | 23                 |
| Pologne (Classements Singles) | 6                  |

| Classement (1985)              | Position |
| ------------------------------ | -------- |
| Australie (Kent Music Report)  | 7        |
| Canada (Top 100 Singles)       | 34       |
| États-Unis (Billboard Hot 100) | 8        |
| États-Unis (Cash Box)          | 2        |